# Szemetowszczyzna

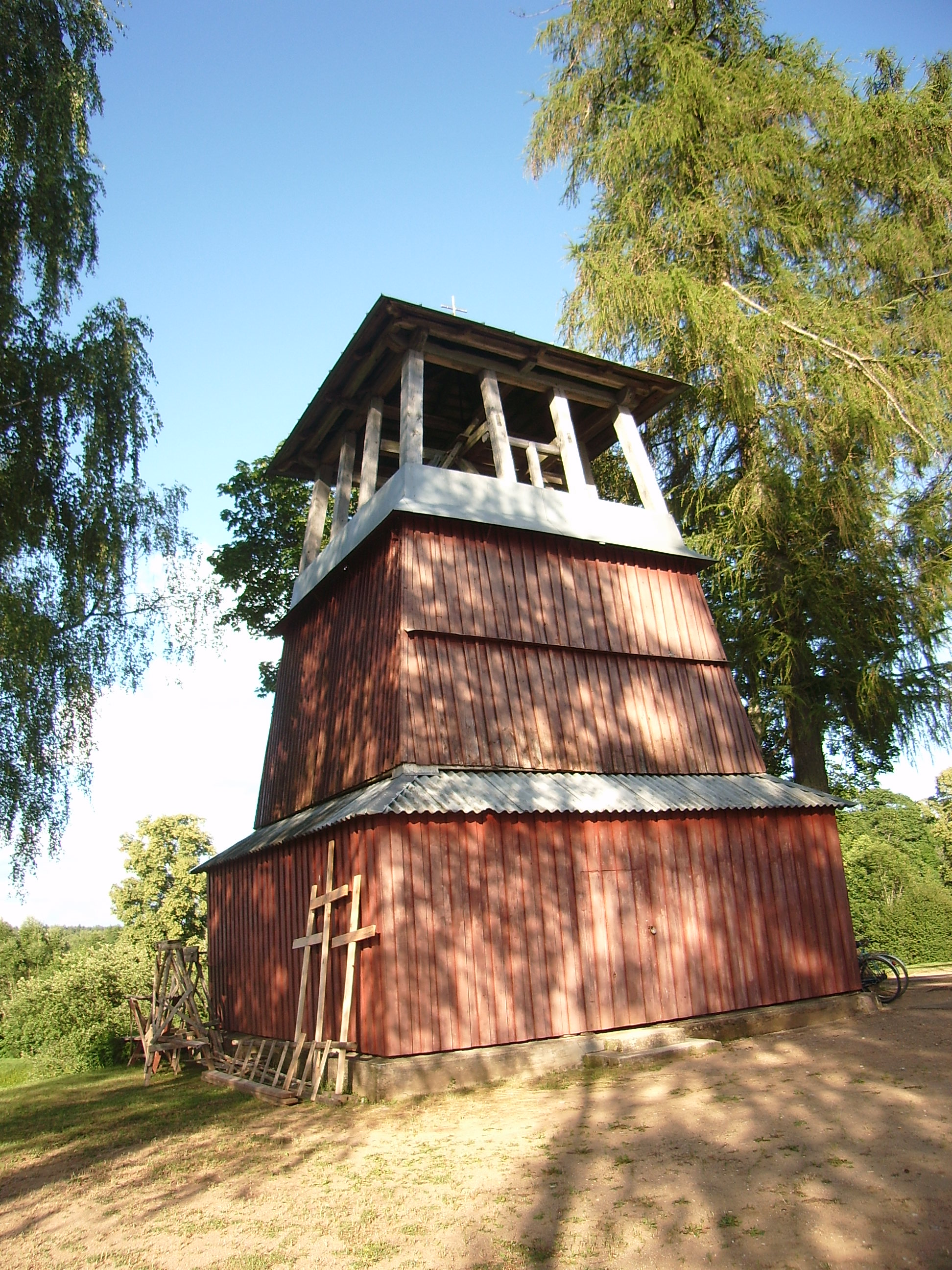
Dzwonnica (2007)

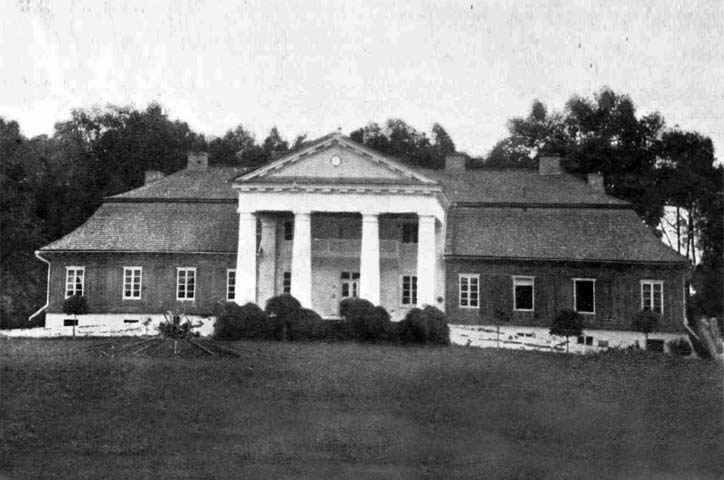
Dwór przed 1915 rokiem

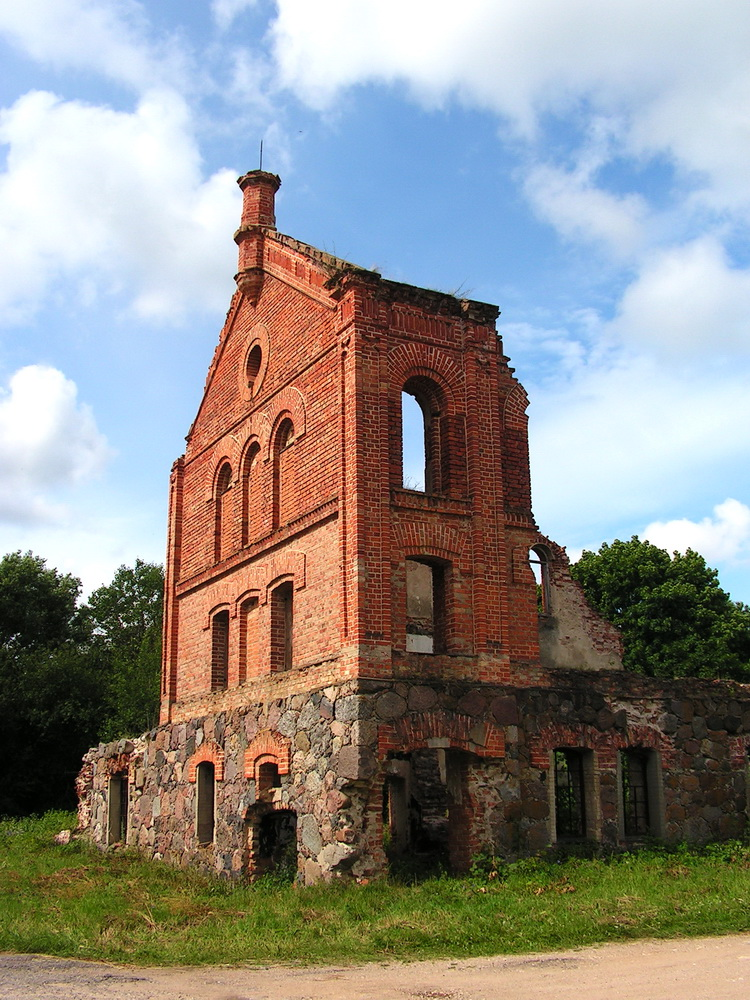
Ruina gorzelni (2011)

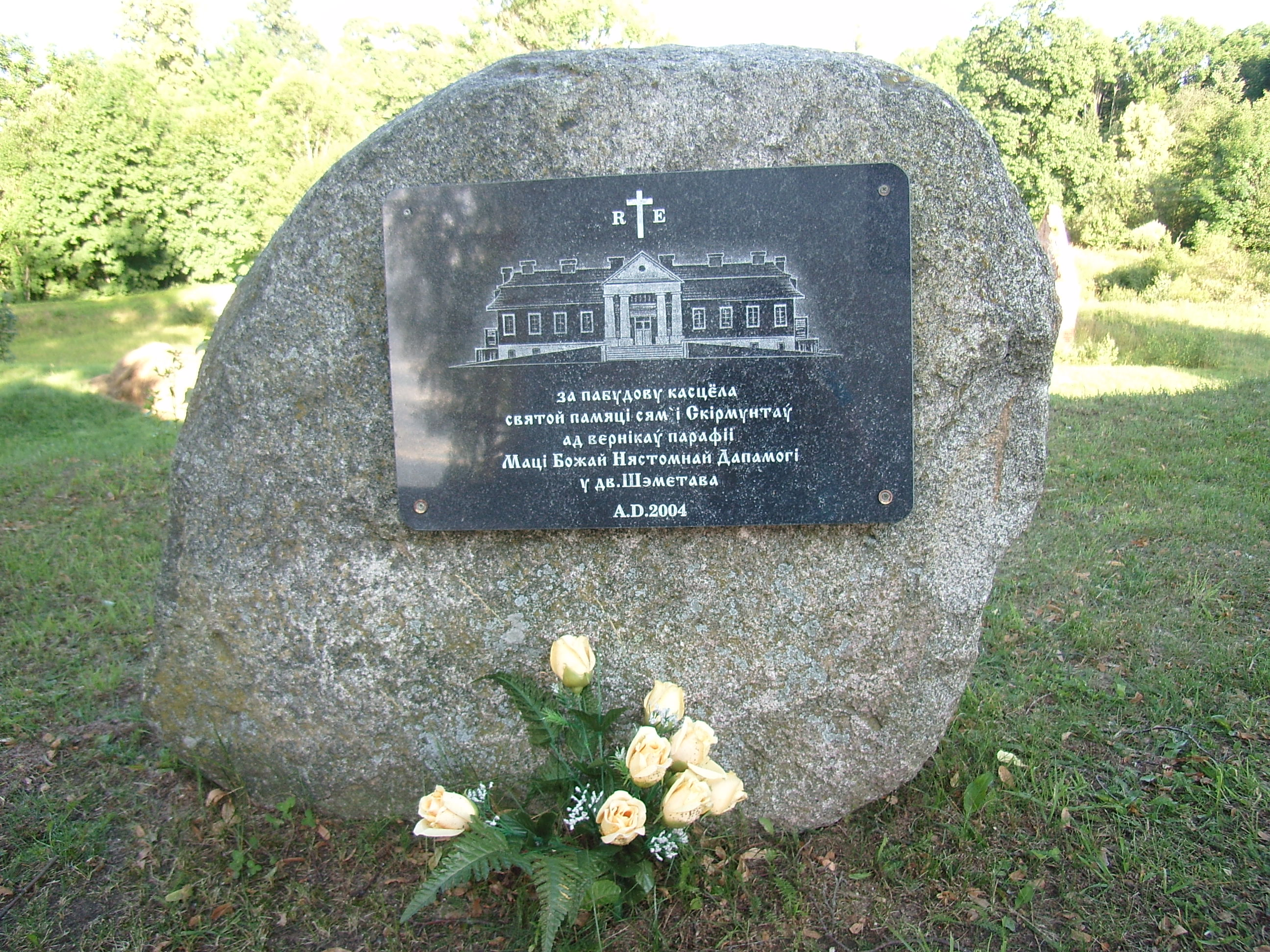
Kamień pamiątkowy (2007)

Szemetowszczyzna (biał. Шэметава; ros. Шеметово, również Szemietowo, Szemetowo) – wieś na Białorusi, w rejonie miadzielskim obwodu mińskiego, około 25 km na zachód od Miadzioła, nad rzeką Straczą.

## Historia
Szemetowszczyzna była gniazdem litewskiego rodu Szemiotów (Szemiothów, Szemetów, Szemetowiczów). W drugiej połowie XVI wieku majątek ten kupił Adam Boski. Zmarł bezpotomnie, dobra te odziedziczyła po nim w 1597 roku jego siostra Katarzyna, żona Kacpra Szwykowskiego. Ich córka, Zofia, żona Jana Stabrowskiego sprzedała Szemetowszczyznę w 1638 roku Piotrowi Pawłowi Przezdzieckiemu i jego żonie Annie z Kiewliczów. Kolejnym właścicielem był ich syn Mikołaj Władysław Przezdziecki (1620–1683), kasztelan nowogródzki, żonaty z Anną Tinckhausen. Ich córka, Zuzanna, wychodząc za Krzysztofa Zenowicza (~1660–1717), wniosła majątek mężowi, a ich córka, Teresa z kolei Karolowi Sulistrowskiemu (~1715–1749), wojskiemu oszmiańskiemu i staroście butyłowskiemu. Karol ożenił się powtórnie, z Rozalią z Paców herbu Gozdawa (1716–?) i po nich dziedziczył majątek ich syn, Alojzy Sulistrowski (1739–1795) pisarz litewski, mąż Antoniny z Oskierków (1740–?). Alojzy był członkiem Rady Najwyższej Rządowej Litewskiej w czasie powstania kościuszkowskiego, więc po jego upadku musiał uchodzić na emigrację, a majątek przejął po nim jego syn, Kazimierz Sulistrowski (1778–1818), marszałek szlachty guberni wileńskiej, mąż Karoliny Abramowiczówny. Ich syn, Aleksander Sulistrowski (1807–1872) był chory psychicznie i odebrano mu majątek, który dostał się w ręce jego siostry, Konstancji (1806–1845), która wyszła za Aleksandra Skirmunta (1798–1870), wnosząc mu Szemetowszczyznę w posagu. Kolejnym dziedzicem był od 1872 roku ich syn Konstanty (1828–1880), żonaty z Gabrielą Umiastowską (1839–1922). Ostatnimi właścicielami majątku do 1939 roku byli: syn Konstantego i Gabrieli, Bolesław Skirmunt (1869–1941) i jego żona Gabriela z Chłapowskich (1873–1942).
Po II rozbiorze Polski w 1793 roku dobra te, wcześniej leżące na terenie województwa wileńskiego Rzeczypospolitej, znalazły się na terenie powiatu święciańskiego (ujezdu) guberni wileńskiej, Szemetowszczyzna była siedzibą gminy. Po wojnie polsko-bolszewickiej Szemetowszczyzna wróciła do Polski, została siedzibą gminy Szemietowo w powiecie święciańskim. W związku z powstaniem Litwy Środkowej 9 października 1920 roku gmina wraz z główną częścią powiatu święciańskiego znalazła się w jej strukturach. 13 kwietnia 1922 roku gmina weszła w skład objętej władzą polską Ziemi Wileńskiej, przekształconej 20 stycznia 1926 roku w województwo wileńskie. 27 września 1926 roku nazwę gminy i jej siedziby zmieniono na Szemetowszczyzna.  Od 1945 roku – w ZSRR, od 1991 roku – na terenie Republiki Białorusi.
W 1864 roku utworzono tu pierwszą szkółkę wiejską. W 1885 roku uczyło się w niej 58 uczniów, a w roku 1896/1897 – 66, w 1900/1901 roku – 54 dzieci.
W XIX wieku miejscowość miała status miasteczka. W 1890 roku liczyła 233 mieszkańców, w tym 16 prawosławnych i 4 żydów. Natomiast w folwarku mieszkało 99 osób, w tym 26 katolików i 73 ewangelików. Działała gorzelnia parowa produkująca rocznie 35 000 wiader spirytusu, olejarnia, młyn wodny, cegielnia i 4 duże zarybione stawy. Konstanty Skirmunt założył tu w 1877 roku spółkę zaliczkowo-wkładową, która w 1880 roku miała 354 uczestników i dawała im 14% dywidendy.
W 1931 roku w miasteczku mieszkały 162 osoby, w majątku – 67 i na plebanii – 9. W 2009 roku we wsi było 26 mieszkańców i 7 w pobliskim chutorze o tej samej nazwie.

## Kościół Matki Bożej Nieustającej Pomocy
W 1816 roku Kazimierz Sulistrowski zbudował tu, na miejscu drewnianej kaplicy wzniesionej przez Zenowiczów, klasycystyczną kaplicę dworską, będącą częścią założenia pałacowego. Była to kaplica grobowa, ale służyła również celom kultowym. Została powiększona w 1902 roku przez Bolesława Skirmunta i w 1904 roku została konsekrowana jako kościół parafialny. 
Jest to bezwieżowy, jednonawowy budynek wzniesiony na planie krzyża łacińskiego, na wysokiej podmurówce, z wydatnym transeptem i zakrystią, umieszczoną za prezbiterium, przykrytą jednospadowym dachem. Od frontu wejście zdobi portyk z czterema półkolumnami dźwigającymi belkowanie i trójkątny fronton. Szczyty transeptu również są ozdobione węższymi portykami z dwiema półkolumnami. We wnętrzu zwracają uwagę: ołtarz z drewnianymi, pozłacanymi rzeźbami, rokokowa ambona w formie kielicha podtrzymywana przez ptaki.
Obok kościoła stoi również zabytkowa, czworoboczna, dwukondygnacyjna dwonnica z XIX wieku. U podnóża wzgórza, na którym stoi kościół, ulokowana jest plebania z 1904 roku. 
Kaplica była czynna przez cały okres powojenny.

## Nieistniejący dwór
Alojzy Sulistrowski wzniósł tu około 1780 roku dwór, zwany pałacem, będący jedną z najpiękniejszych rezydencji na Wileńszczyźnie. Był to dom na planie prostokąta, parterowy, na wysokiej podmurówce kryjącej piwnice z oknami. Był przykryty wysokim, łamanym dachem mansardowym. Centralna część domu była dwukondygnacyjna i zarówno od frontu jak i ogrodu miała dwa głębokie portyki w wielkim porządku, każdy o czterech masywnych kolumnach podtrzymujących belkowania i trójkątne frontony. Pod frontowym portykiem był podjazd, a pod tylnym – taras. 
Wnętrza, w układzie dwutraktowym, kryły wartościowe archiwa rodzin Sulistrowskich i Skirmuntów, na ścianach wisiało kilka cennych obrazów, min. Kuropatwy Józefa Chełmońskiego, Grzymisław i Henryk Pobożny wyjeżdżający na wyprawę legnicką Jana Matejki. W wozowni przechowywano tu wielkich rozmiarów holenderską karetę, ciągnioną przez ósemkę koni.
Wokół dworu był ogromny park o powierzchni około 100 ha. Główną jego osią była droga prowadząca od dworu do wsi, o długości około 2 km. Przed domem rozciągał się duży kolisty gazon obsadzony strzyżonymi na kształt kuli drzewami, po drugiej stronie portyku była brama wjazdowa. Po obu stronach stały modrzewiowe oficyny z ganeczkami wejściowymi.
Dwór w Szemetowszczyźnie został zdewastowany w czasie I wojny światowej. W okresie międzywojennym został starannie odbudowany. Jednak w 1939 roku został doszczętnie ograbiony przez Sowietów. W noc sylwestrową 31 grudnia 1942 roku majątek został zaatakowany przez oddział partyzancki Fiodora Markowa, który spalił dwór, w tym spalił żywcem kilkanaście osób, które się ukryły w dworze i oficynach, w tym ostatnią właścicielkę majątku, Gabrielę Skirmuntową i jej córkę.
W 1945 roku majątek przekształcono w gospodarstwo rybackie (rybchoz). Z całego założenia dworskiego do dziś przetrwało kilka zabudowań dworskich stojących po przeciwnej stronie kanału „Wielki Przekop” niż dwór, w tym ruina gorzelni i spichlerza z czerwonej cegły oraz ruina kamienno-ceglanej kuźni. Pozostały również resztki parku, z główną aleją obsadzoną olchami, lipami i jesionami.
W 2004 roku w pobliżu kościoła i kuźni ustawiono kamień pamiątkowy z ufundowaną przez mieszkańców Szemetowszczyzny tablicą upamiętniającą rodzinę Skirmuntów i wybudowanie przez nich kościoła. Na tablicy jest wizerunek zniszczonego dworu.
Te resztki są obecnie historyczno-kulturalnym zabytkiem Białorusi o numerze w rejestrze 613Г000464.
Majątek Szemetowszczyzna został opisany w 4. tomie Dziejów rezydencji na dawnych kresach Rzeczypospolitej Romana Aftanazego.